# Syrstad Rock
Syrstad Rock är en kulle i Antarktis. Den ligger i Västantarktis. Inget land gör anspråk på området. Toppen på Syrstad Rock är 1 984 meter över havet.
Terrängen runt Syrstad Rock är kuperad åt sydost, men åt nordväst är den platt. Trakten är obefolkad. Det finns inga samhällen i närheten.